# Binsenwerder
Binsenwerder ist eine untergegangene Insel in der Lieps, einem See im Stadtgebiet von Neubrandenburg im Landkreis Mecklenburgische Seenplatte. Sie befand sich im südöstlichen Bereich des Sees in der Nähe von Usadel. 
Die ursprüngliche Größe betrug rund 3000 m². Archäologische Funde deuten auf eine Besiedlung von vorslawischer Zeit bis ins 13. Jahrhundert hin. Die Insel gehörte mit hoher Wahrscheinlichkeit zu einer slawischen Siedlungskammer um die Lieps und den südlichen Teil des Tollensesees, auch wenn sich aus Mangel an Kleinfunden ein direkter Zusammenhang mit den Zentren Bacherswall oder Hanfwerder nicht archäologisch nachweisen ließ. In der zweiten Hälfte des 13. Jahrhunderts wurde die Tollense am Oberbach für den Betrieb der Vierrademühle angestaut. Dadurch stieg der Wasserspiegel von Tollensesee und Lieps um mehr als einen Meter. Die Insel wurde völlig überflutet und musste aufgegeben werden. Es siedelte sich Schilfrohr an, auf dessen fälschliche Bezeichnung als Binsen der Name zurückzuführen ist. 
Ab 1973 war die Lieps vom sogenannten Schilfsterben betroffen, bei dem der Schilfbestand im See um etwa 90 Prozent zurückging. Bis Sommer 1975 war die Insel frei von Schilf. In diesem Jahr erfolgte eine archäologische Untersuchung des Gebietes, bei der zahlreiche Keramikfunde geborgen wurden. Bei einem Seespiegel von etwa 40 cm unter Normal ragten 1975 rund 4 m² über die Wasserlinie. Die ungeschützt den Einflüssen des Wassers ausgesetzten Inselreste wurden bald darauf durch Umwelteinflüsse abgetragen, so dass die Lage des Binsenwerders heute nicht mehr von Land aus erkennbar ist.